# Molophilus nitidus
Molophilus nitidus är en tvåvingeart som beskrevs av Daniel William Coquillett 1905. Molophilus nitidus ingår i släktet Molophilus och familjen småharkrankar. Inga underarter finns listade i Catalogue of Life.